# Xã Washington, Quận Hendricks, Indiana
Xã Washington (tiếng Anh: Washington Township) là một xã thuộc quận Hendricks, tiểu bang Indiana, Hoa Kỳ. Năm 2010, dân số của xã này là 44.764 người.